# Де Соуза Сантос, Жулио Сезар
Жу́лио Се́зар, полное имя Жу́лио Се́зар де Со́уза Са́нтос (порт.-браз. Júlio César de Souza Santos; 27 октября 1984, Сан-Паулу) — бразильский футболист, вратарь клуба «Ред Булл Брагантино».

## Биография
Жулио Сезар является воспитанником молодёжной академии «Коринтианса», хотя футболом стал заниматься в школе менее известного клуба из Сан-Паулу, «Гуапиры». В 2005 году, после двух подряд побед в Молодёжном Кубке Сан-Паулу, Жулио Сезар впервые сыграл за основной состав «Коринтианса». Это произошло в победном матче (2:1) против «Фигейренсе», состоявшемся 22 мая. Жулио Сезар конкурировал за место в основе сначала с вратарём Тиаго, а затем с другим воспитанником молодёжного состава, Марсело, но безуспешно. Несмотря на то, что Жулио Сезар надолго стал дублёром, благодаря единственной игре против «Фигейренсе» он также стал чемпионом Бразилии 2005 года. В 2006 и 2007 годах он не играл за основу «тимана» ни в чемпионате Бразилии, ни в Кубке страны, ни даже в чемпионате штата Сан-Паулу.
В 2008 году, когда «Коринтианс» боролся за возвращение в элитный дивизион, Жулио Сезар вновь стал получать место в основе. Он продолжал оставаться резервным вратарём в том году, как и в 2009, однако периодически защищал ворота своей команды. Всё изменилось в 2010 году, когда вратарь Фелипе отправился в «Брагу». Жулио Сезар стал титуларом и даже Альдо Бобадилья, пришедший в команду после чемпионата мира 2010 года, не сумел составить Куририну (прозвище вратаря в честь лысого персонажа Акиры Ториямы) конкуренции. В следующие годы Жулио Сезару не раз приходилось вести ожесточённую борьбу с разными новыми вратарями «Коринтианса», но он регулярно эту борьбу выигрывал.
В 2011 году именно Жулио Сезар был основным вратарём команды, выигравшей чемпионат Бразилии. Кубок Либертадорес 2012 он также начал игроком основы, но после неудачной игры в Лиге Паулисте Тите решил сделать ставку на Касио. Именно Касио провёл оставшуюся часть турнира, увенчавшегося первой в истории «Коринтианса» победой в турнирах под эгидой КОНМЕБОЛ. С апреля по июнь 2012 года ворота «тимана» защищал исключительно Касио, и лишь в июне Жулио Сезар вновь вышел на поле.
В декабре 2012 года Жулио Сезар поехал на Клубный чемпионат мира в качестве резервного вратаря. Не сыграв на турнире ни минуты, формально Жулио Сезар также стал победителем турнира, причём основной вратарь Касио получил «Золотой мяч» лучшему игроку финального матча и турнира в целом.
С 2014 по 2016 год Жулио Сезар защищал цвета «Наутико». В 2018—2019 году выступал за «Ред Булл Бразил», после чего был переведён в «основную» команду концерна Red Bull — «Брагантино» (с 2020 года — «Ред Булл Брагантино»). Вместе с «Брагантино» в 2019 году выиграл Серию B. В 2021 году «Ред Булл Брагантино» впервые в своей истории вышел в финал международного турнира — Южноамериканского кубка. В ходе этого турнира Жулио Сезар во всех матчах был в заявке, но на поле не появлялся, будучи запасным для Клейтона Швенгбера.

## Достижения
Командные
- Чемпион штата Сан-Паулу (2): 2009, 2013
- Чемпион Бразилии (2): 2005, 2011
- Чемпион Кубка Бразилии (1): 2009
- Чемпион Серии B Бразилии (2): 2008, 2019
- Обладатель Молодёжного кубка Сан-Паулу (2): 2004, 2005
- Обладатель Кубка Либертадорес (1): 2012
- Обладатель Рекопы Южной Америки (1): 2013 (не играл)
- Победитель Клубного чемпионата мира (1): 2012 (не играл)
- Финалист Южноамериканского кубка (1): 2021 (не играл)

Личные
- Участник символической сборной чемпионата Бразилии (2): 2010, 2011